# Carnosaur - La distruzione
Carnosaur - La distruzione (Carnosaur) è un film del 1993 diretto da Adam Simon e Darren Moloney, tratto dall'omonimo romanzo di John Brosnan nel 1984. 
Il film ha avuto due seguiti: Carnosaur 2 nel 1995, e Carnosaur 3: Primal Species nel 1996.

## Trama
Nei laboratori della "Eunice", ditta che lavora sul DNA dei polli per migliorarne la qualità della carne, la dottoressa Jane Tiptree, convinta che l'uomo sia il cancro del pianeta, crea in laboratorio dei dinosauri carnivori per uccidere gli abitanti di una tranquilla cittadina. I primi a farne le spese sono un addetto ai lavori e un autista.
Intanto, l'ex medico alcolizzato "Doc" Smith, adesso guardiano in una miniera della "Eunice", sventa il sabotaggio da parte di un gruppo di ambientalisti che vorrebbero bloccare i lavori (poiché sta per essere distrutto un ambiente naturale). Riesce comunque a catturare uno di loro, Ann "Thrush". I due diventano ben presto amanti. Nel mentre, il deinonychus mutante continua a fare le sue vittime: dopo aver ucciso brutalmente due ragazzi e una ragazza (il cui padre, che è il capo della Tiptree, verrà sbranato da un Tyrannosaurus), il mostro uccide i manifestanti che si erano incatenati alle ruspe.
Doc, scoperta la carneficina, deciderà di indagare e riuscirà ad entrare nel laboratorio della dottoressa dove scoprirà che la Tiptree ha prodotto un virus che fa partorire uova di dinosauro a tutte le donne. In seguito Doc riuscirà a prendere un antidoto, dopo essere stato inseguito dal T-Rex e dopo aver visto morire la Tiptree a causa di un dinosauro che lei stessa aveva partorito.
Intanto, lo sceriffo del posto, incuriosito dalle parole di un medico e dopo aver scoperto che la sua stessa moglie è affetta dalla malattia, andrà alla ricerca del deinonychus per ucciderlo: ci riuscirà ma pagherà anche lui con la vita.
Dopo aver somministrato l'antidoto a "Thrush", Doc si scontrerà con il Tyrannosaurus rex in una rocambolesca lotta dalla quale egli uscirà vittorioso. Lui e la sua fidanzata però verranno uccisi da alcuni soldati mandati sul posto dal Pentagono, che aveva scoperto la storia del virus.

## Produzione
Il film fu girato in una settimana pur di uscire nelle sale prima di Jurassic Park, in modo da sfruttarne il successo: non a caso, il produttore è Roger Corman, regista e produttore di molti B-movies degli anni Cinquanta, Sessanta, Settanta e Ottanta. Il film è tratto dall'omonimo romanzo di John Brosnan. Ci sono, tuttavia, enormi differenze tra libro e film. I dinosauri di un film dell'anno successivo, Dinosaur Island, sono identici a quelli di Carnosaur: questo perché il realizzatore degli effetti speciali, John Carl Buechler, è comune ad entrambi i film.
Il regista inserì anche un omaggio alla rivista satirica Mad Magazine, infatti nella scena finale è mostrata in primo piano un'immagine della mascotte Alfred E. Neuman che brucia.
Diane Ladd è la madre di Laura Dern, che quello stesso anno aveva recitato in Jurassic Park.

## Accoglienza

### Incassi
Costato circa un milione di dollari, il film ha incassato 1753979 $.